# جيرالد سانفورد ليفين
جيرالد سانفورد ليفين (بالإنجليزية: Gerald Sanford Levin)‏ هو قاضي ومحامي أمريكي، ولد في 1906 في دانفيل في الولايات المتحدة، وتوفي في 5 يونيو 1971.